# Municipio de San Sebastián Coatán
Municipio de San Sebastián Coatán är en kommun i Guatemala.   Den ligger i departementet Departamento de Huehuetenango, i den västra delen av landet, 170 km nordväst om huvudstaden Guatemala City.